# Fresnay-le-Gilmert
Fresnay-le-Gilmert é uma comuna francesa na região administrativa do Centro, no departamento Eure-et-Loir. Estende-se por uma área de 5,93 km². Em 2010 a comuna tinha 210 habitantes (densidade: 35,4 hab./km²).